# كوستينيشت
كوستينيشت هي قرية تقع في إقليم كونستانتا في رومانيا.

## السكان
حسب إحصائيات 2002 بلغ عدد سكان القرية 905 نسمة.

## معرض صور

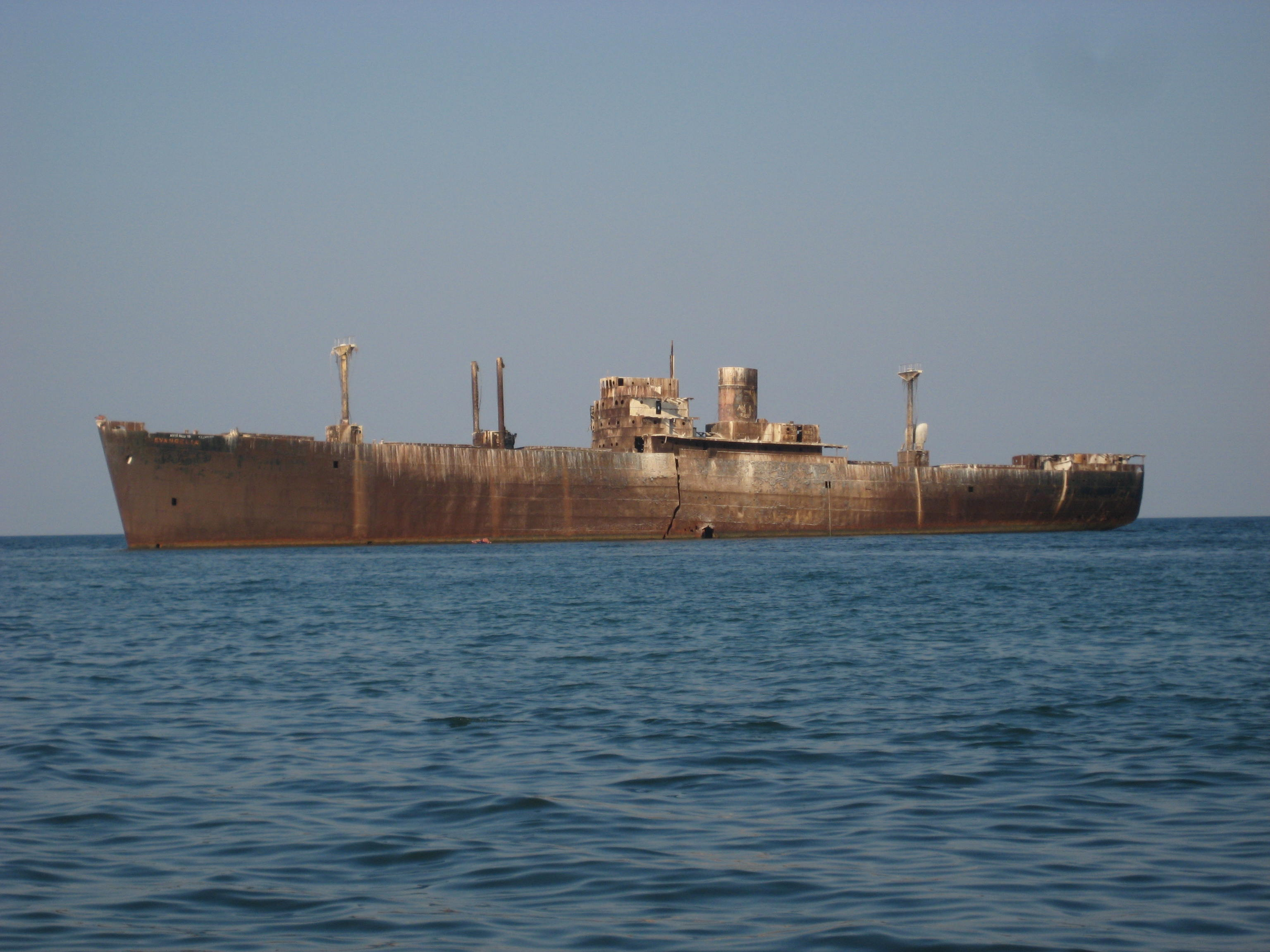
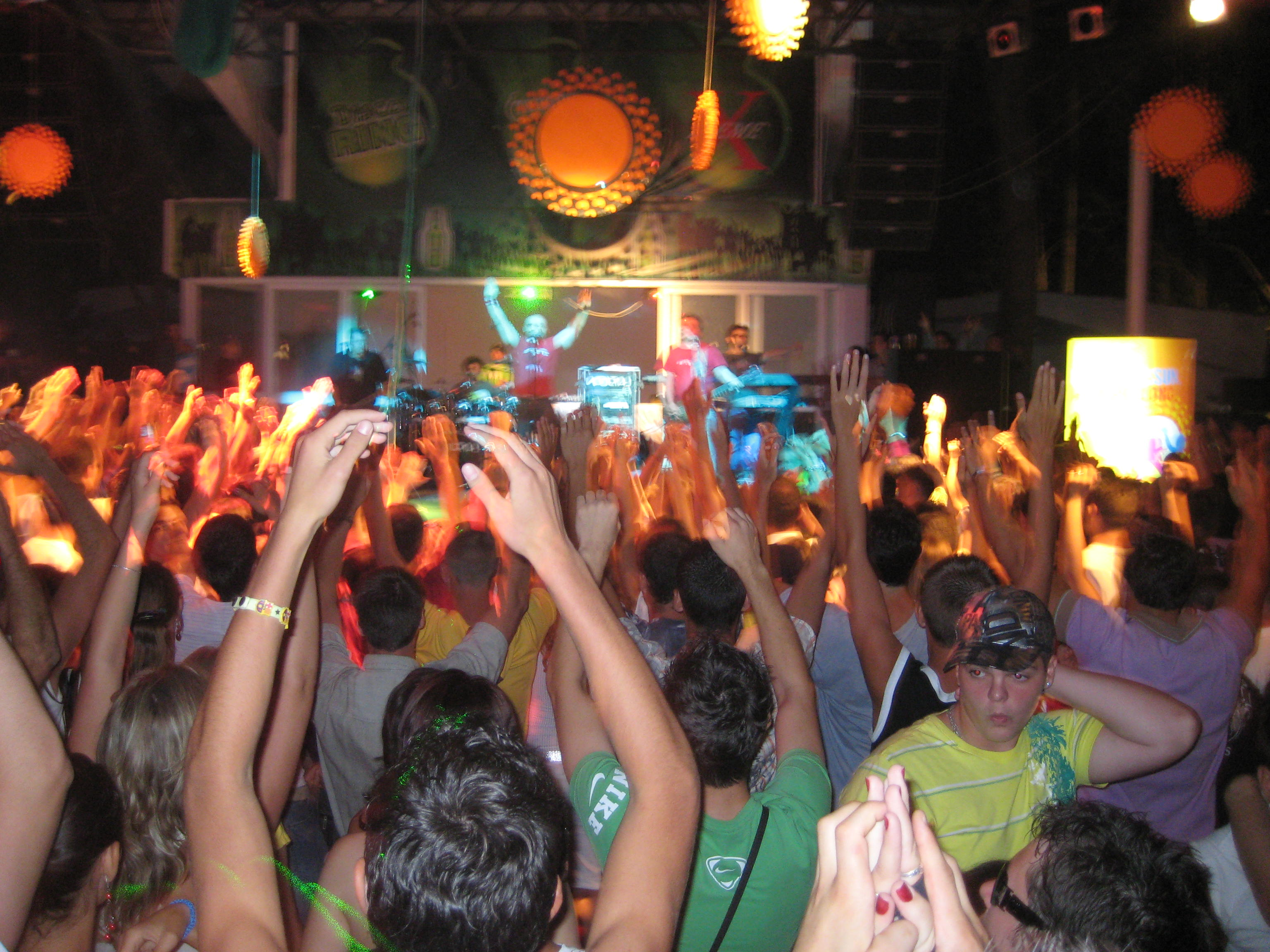
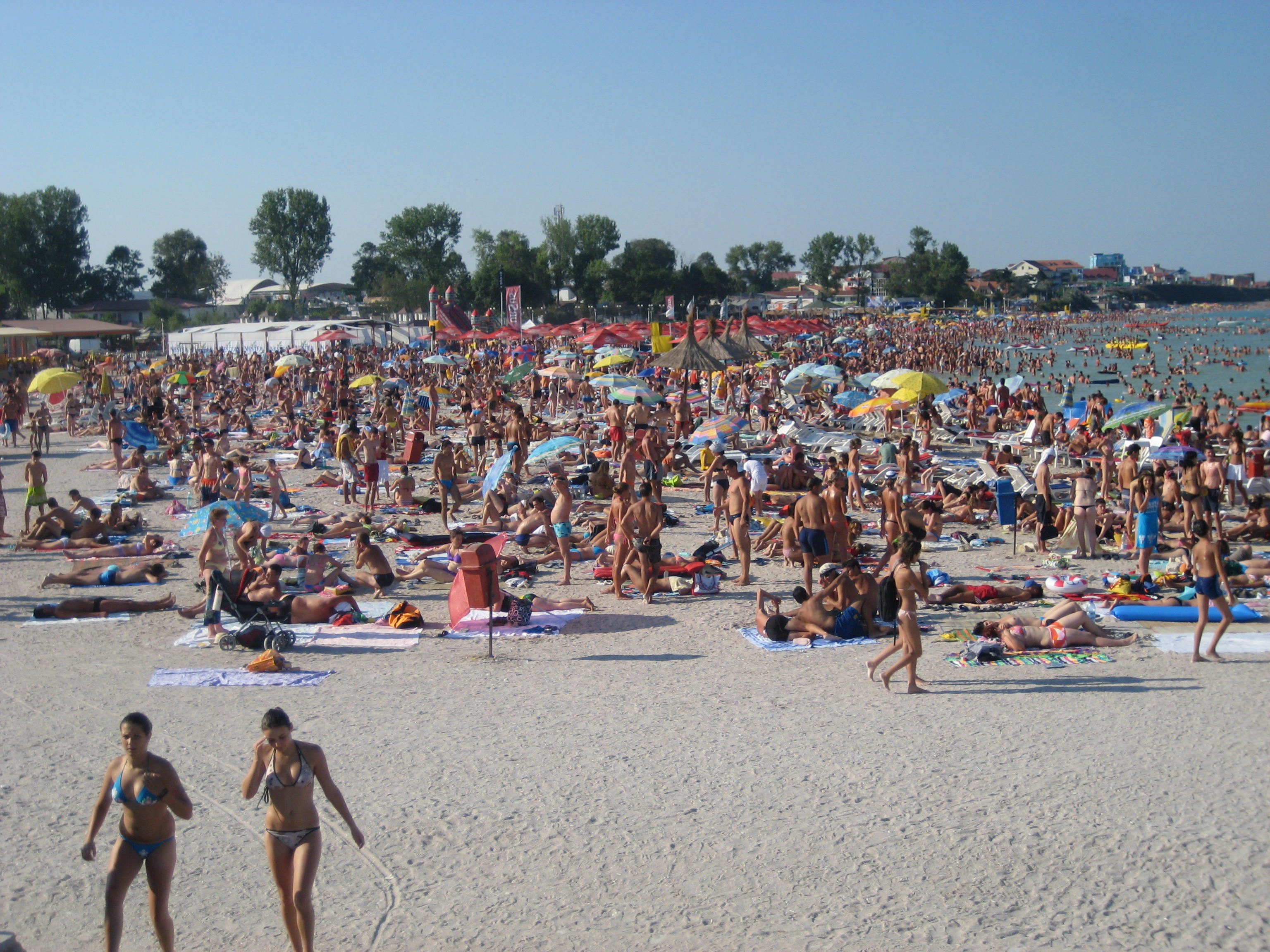
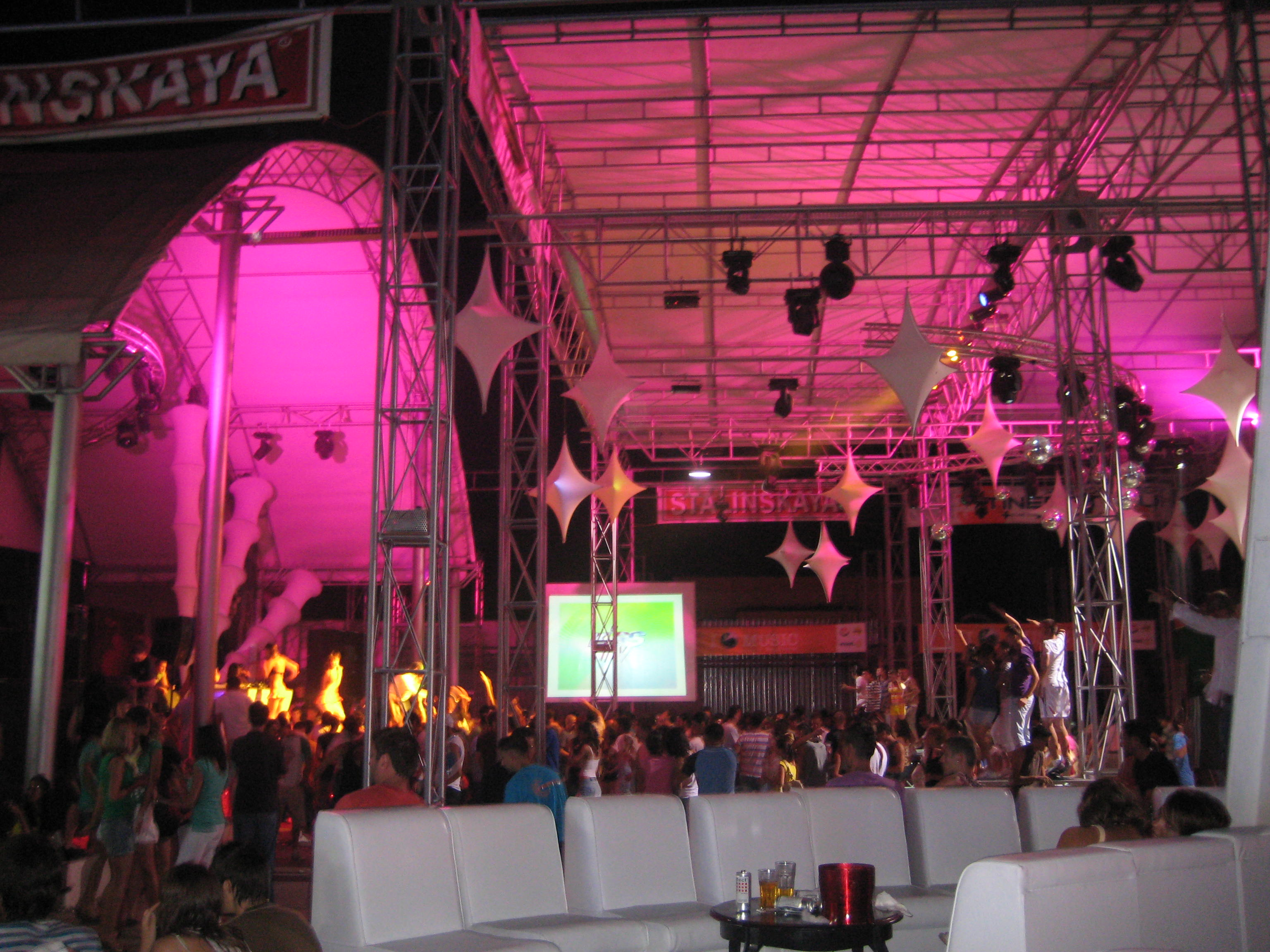
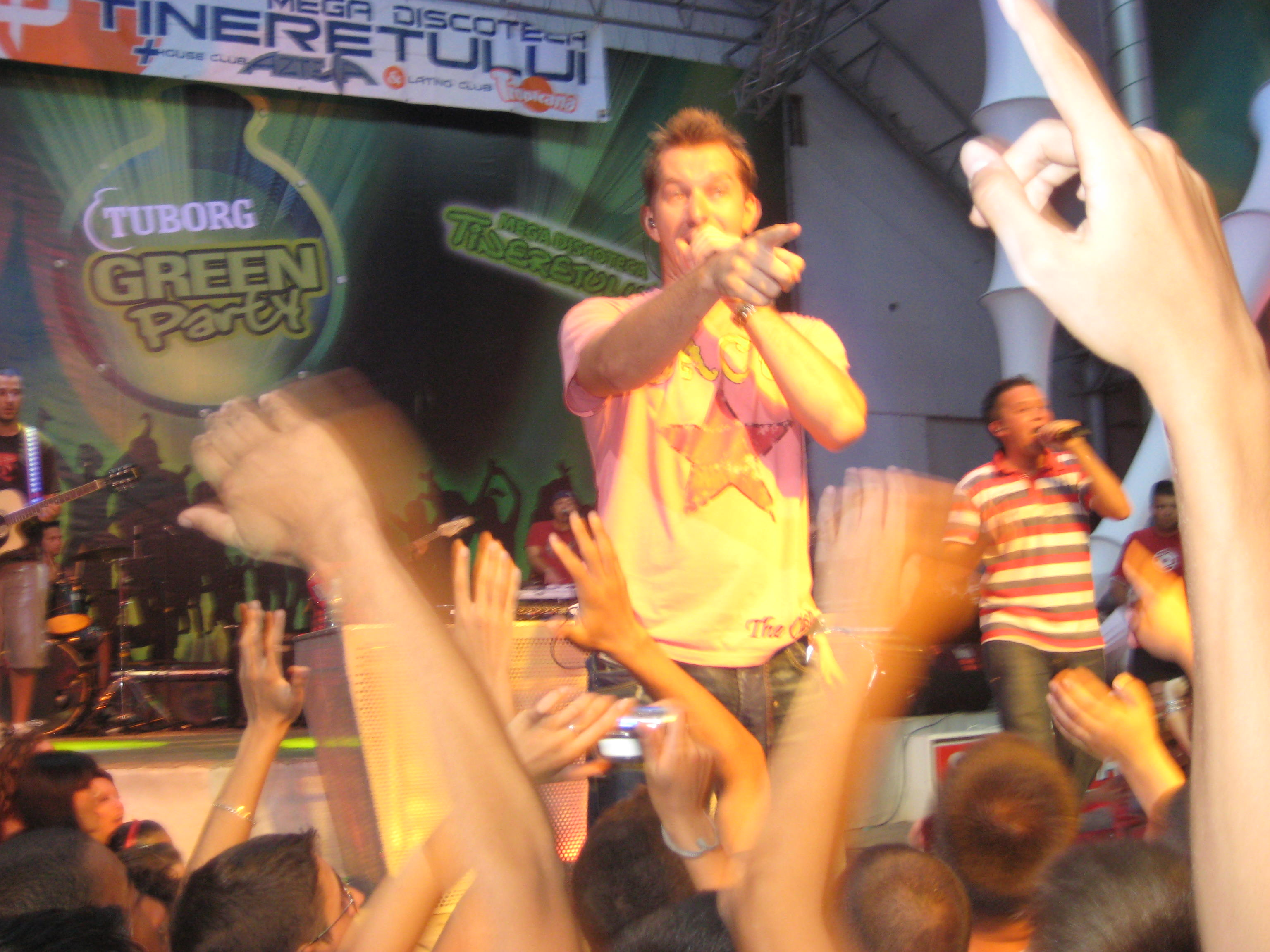